# Krapinamänniskan

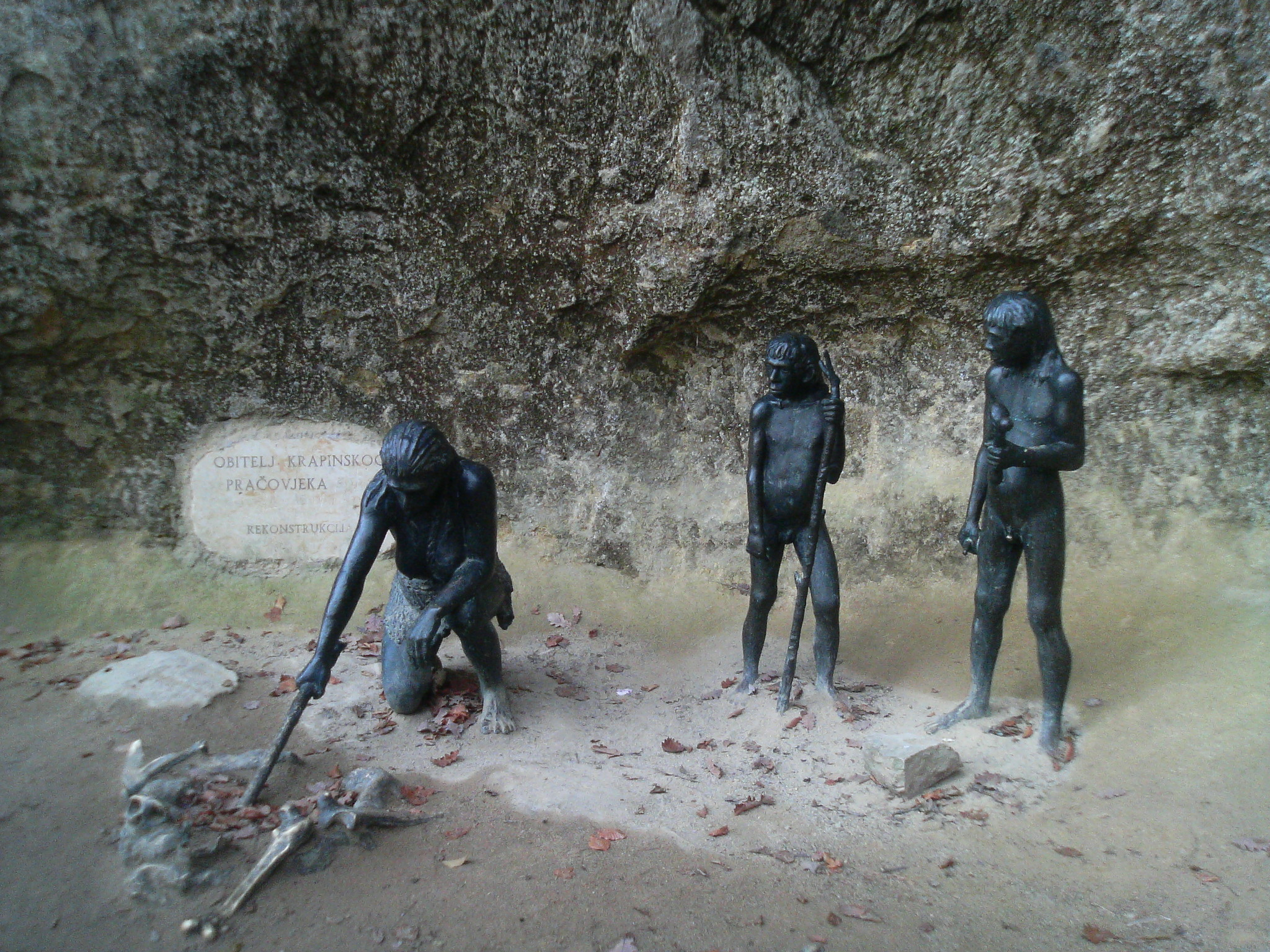
Modeller föreställande en familj av Krapinamänniskor.

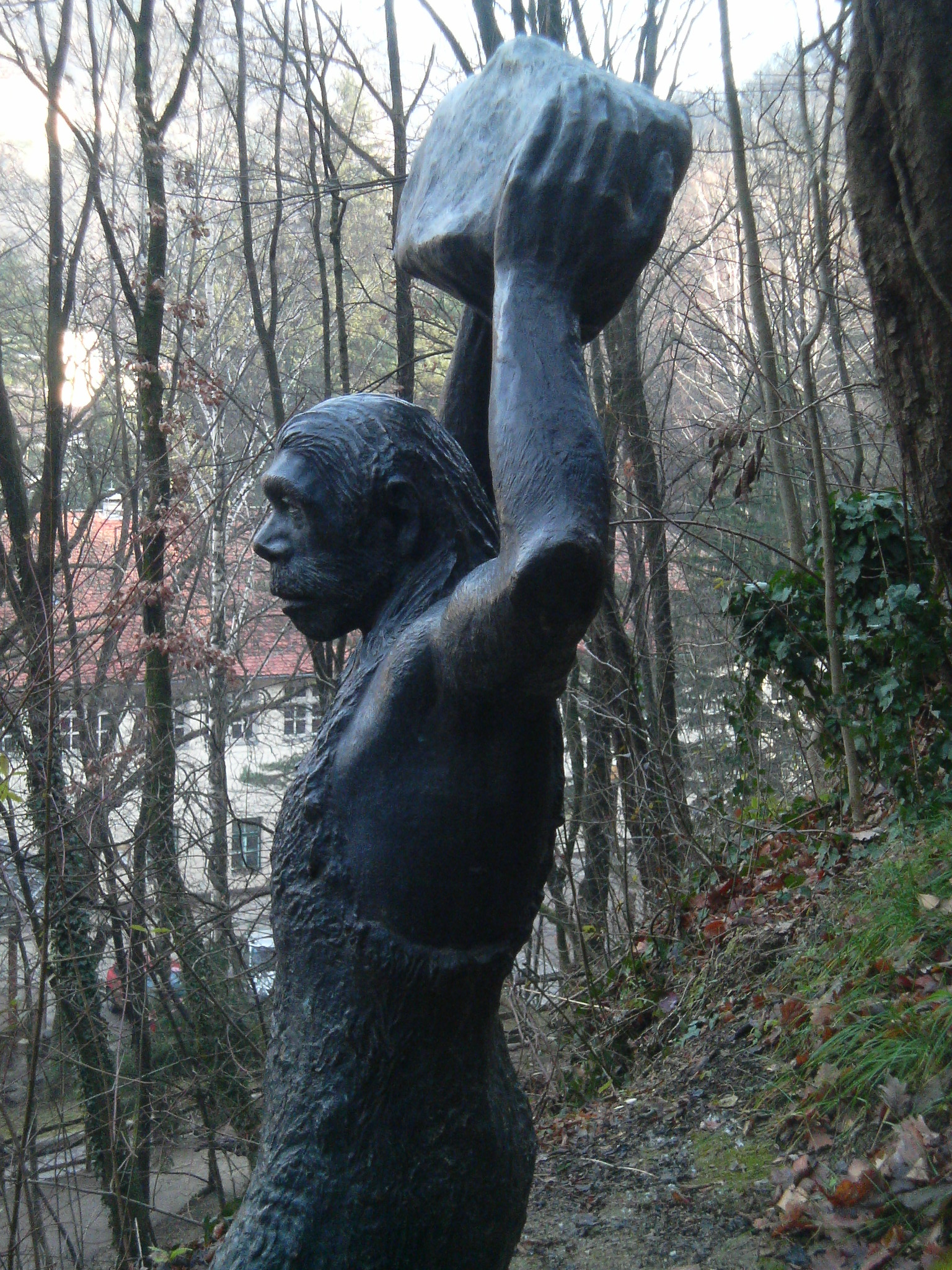
Modell föreställande en Krapinamänniska.

Krapinamänniskan är en grupp av neandertalmänniskor (Homo neanderthalensis) vars kvarlevor upptäcktes år 1899 i Krapina i Kroatien (dåvarande Österrike-Ungern). Fyndplatsen utanför Krapina är en av de större fyndplatserna av neandertalmänniskor i Europa.

## Upptäckt och utgrävningar
Krapinamänniskan upptäcktes den 23 oktober 1899 av den kroatiske paleontologen Dragutin Gorjanović-Kramberger. Fyndplatsen var Hušnjakberget i närheten av Krapina dit Gorjanović-Kramberger hade kommit på inrådan av prästen Dominik Antolković som tidigare funnit tänder och benrester på platsen. Under de sex år (1899–1905) utgrävningarna fortgick hittades cirka 900 fossila benrester tillhörande tiotals individer av olika kön och i åldrarna 2–40 år. Utöver detta hittades redskap och verktyg från äldre stenåldern samt fossil från bland annat björn, varg och hjortdjur. De äldsta fynden som hittades efter Krapinamänniskan är vara 125 000 år gamla.

## Neandertalmuseet i Krapina
År 1969 etablerades Evolutionsmuseet och fyndplatsen för den förhistoriska människan i Hušnjak (Muzej evolucije i nalazište pračovjeka Hušnjakovo) i Krapina. År 2010 invigdes en ny museibyggnad vid fyndplatsen på Hušnjak-höjden och det tidigare evolutionsmuseet bytte då namn till Krapinaneandertalmuseet (Muzej krapinskih neandertalaca). I den nya museibyggnaden presenteras bland annat neandertalarnas liv och kultur.  